# Tumble Glacier
Tumble Glacier är en glaciär i Antarktis. Den ligger i Västantarktis. Argentina, Chile och Storbritannien gör anspråk på området. Tumble Glacier ligger 523 meter över havet.
Terrängen runt Tumble Glacier är kuperad österut, men västerut är den bergig. Trakten är obefolkad. Det finns inga samhällen i närheten.